# José Mauri
José Agustín Mauri (Realicó, 6 april 1996) is een Italiaans voetballer die bij voorkeur als centrale middenvelder speelt. Hij tekende in juli 2015 een contract tot medio 2019 bij AC Milan. Dat lijfde hem transfervrij in nadat zijn vorige club Parma failliet ging.

## Clubcarrière
Mauri komt uit de jeugdacademie van Parma. Hij werd voor aanvang van het seizoen 2013/14 bij het eerste elftal gehaald. Mauri debuteerde voor Parma op 3 december 2013 in de Coppa Italia, tegen AS Varese 1910. Hij viel in na 68 minuten en zag zijn team met 4-1 winnen. Mauri speelde twee seizoenen voor Parma in de Serie A, maar in 2015 ging de club failliet. Mauri tekende daarop een contract tot medio 2019 bij AC Milan, de nummer tien van Italië in het voorgaande seizoen. Dat lijfde hem transfervrij in.

## Clubstatistieken
| Seizoen | Club        | Land            | Competitie | Competitie | Competitie | Beker | Beker | Internationaal | Internationaal | Totaal | Totaal |
| Seizoen | Club        | Land            | Competitie | Wed.       | Dlp.       | Wed.  | Dlp.  | Wed.           | Dlp.           | Wed.   | Dlp.   |
| ------- | ----------- | --------------- | ---------- | ---------- | ---------- | ----- | ----- | -------------- | -------------- | ------ | ------ |
| 2013/14 | Parma FC    | Vlag van Italië | Serie A    | 1          | 0          | 1     | 0     | —              | —              | 2      | 0      |
| 2014/15 | Parma FC    | Vlag van Italië | Serie A    | 33         | 2          | 0     | 0     | —              | —              | 33     | 2      |
| 2015/16 | AC Milan    | Vlag van Italië | Serie A    | 5          | 0          | 5     | 0     | —              | —              | 10     | 0      |
| 2016/17 | → Empoli FC | Vlag van Italië | Serie A    | 14         | 0          | 1     | 0     | —              | —              | 15     | 0      |
| 2017/18 | AC Milan    | Vlag van Italië | Serie A    | 1          | 0          | 0     | 0     | 3              | 0              | 4      | 0      |
| 2018/19 | AC Milan    | Vlag van Italië | Serie A    | 4          | 0          | 0     | 0     | 2              | 0              | 6      | 0      |
| Totaal  | Totaal      | Totaal          | Totaal     | 58         | 2          | 7     | 0     | 5              | 0              | 70     | 2      |

## Interlandcarrière
Mauri is een in Argentinië geboren Italiaan. Hij speelde in 2012 zes interlands voor Italië -17, waarin hij twee doelpunten scoorde.
2 Calabria  ·
4 Bennacer ·
7 Giménez ·
8 Loftus-Cheek ·
9 Jović ·
10 Leão ·
11 Pulisic ·
14 Reijnders ·
16 Maignan ·
17 Okafor ·
18 Zeroli ·
19 Hernández ·
20 Jiménez ·
21 Chukwueze ·
22 Emerson ·
23 Tomori ·
24 Florenzi ·
28 Thiaw ·
29 Fofana ·
31 Pavlović ·
42 Terracciano ·
46 Gabbia ·
57 Sportiello ·
80 Musah ·
90 Abraham ·
96 Torriani ·
Coach: Fonseca
· Assistent-coach: Ferreira